# Славко Ковач
Славко Ковач – Смели (Лож, 9. август 1919 — Јуришче, 1. август 1942), учесник Народноослободилачке борбе и народни херој Југославије.

## Биографија
Рођен је 1919. године у Ложу, у радничкој породици. У време напада сила Осовине на Југославију 1941, служио је војску у Боки которској. Његов брод је погодила авионска бомба, али је Славко успео да се спаси. Крајем априла 1941. стигао је кући.
Отишао је у партизане 1. октобра 1941. у Лошку партизанску чету, где је после Љубомира Шерцера постао командир чете. Учествовао је у партизанском нападу на Лож 19. октобра.
Крајем лета 1942. године принмљен је за члана Комунистичке партије Југославије.
Марта 1942. кратко је време био командир новоформиране Раковшке партизанске чете. Дана 29. априла 1942. био је именован за команданта Трећег батаљона Нотрањског партизанског одреда.
Крајем јула 1942. постао је командир мањег батаљона нсталог из дела Трећег батаљона и по задатку послан у словеначко приморје да би тамо пружио подршку Покрету отпора. Батаљон је стигао у време најжешће италијанске антипартизанске офанзиве. Његови борци пробили су обруч, али је притом 1. августа погинуо Славко Ковач.
Указом председника Федеративне Народне Републике Југославије Јосипа Броза Тита, 27. новембра 1953. године, проглашен је за народног хероја.